# Nicholas Sand
Nicholas Sand, nato Nicholas Francis Hiskey (New York, 10 maggio 1941 – Lagunitas, 24 aprile 2017), è stato un chimico statunitense, figura di culto della comunità psichedelica per aver lavorato come chimico clandestino dal 1966 al 1996 all'interno della The Brotherhood of Eternal Love.
Sand ha fatto parte della League for Spiritual Discovery con sede nella Hitchcock Estate di Timothy Leary a Millbrook, è stato ritenuto il "primo chimico clandestino ad aver ufficialmente sintetizzato la DMT" ed è noto per aver prodotto grandi quantità di LSD.

## Biografia
Sand nasce a Brooklyn nel 1941. Suo padre Clarence Hiskey era un ricercatore che lavorava presso il Metallurgical Laboratory del Progetto Manhattan e tentò di fornire informazioni segrete all'Unione Sovietica. Dopo il divorzio dei genitori, Sand prende il cognome da nubile della madre.
Si diploma nel 1959 alla Erasmus Hall High School. Nel giugno 1961 si sposa civilmente con Maxine (Melly) Lee Solomon, sua amica d'infanzia, e dall'ottobre 1961 all'ottobre 1962 la coppia trascorre un anno lavorando in un kibbutz in Israele. Il matrimonio si conclude con un divorzio nel 1965.
Nel 1962 inizia a frequentare il Brooklyn College e ottiene la laurea in antropologia e sociologia nel 1966. Durante gli anni del college scopre le sostanze psichedeliche.
Nel maggio 1969 ha una figlia, Sorrel, da Jill Henry. Nel 1973 sposa Judy Neal Shaughnessy dalla quale si separa negli anni ottanta. Nel 1996 inizia a frequentare Gina Raetze (soprannominata Usha), di cui sarà compagno fino alla sua morte.
Muore nel sonno a causa di un attacco cardiaco nella sua abitazione a Lagunitas in California, all'età di 75 anni.

## Carriera
Sand si interessò agli insegnamenti di George Gurdjieff, allo studio delle diverse culture e ai vari filosofi occidentali. Nel 1962 ebbe la sua prima esperienza con il solfato di mescalina. Successivamente assume peyote e fuma cannabis ascoltando musica indiana, maturando la convinzione che il suo scopo nella vita debba essere quello di rendere le sostanze psichedeliche largamente diffuse.
Nell'estate del 1963 studiò chimica autonomamente e avviò il suo primo piccolo laboratorio nella casa della madre, concentrandosi sulla sintesi della dimetiltriptamaina (DMT) perché più facile da realizzare. Diventò una capace e apprezzata guida per sessioni psichedeliche, diffondendo l'utilizzo della DMT anche tra i suoi amici.
Durante questo periodo gli viene attribuita la scoperta del fatto che la DMT potesse essere assunta fumando la sua base libera anziché iniettandosi il suo sale, aumentando la diffusione della sostanza. Successivamente Sand avviò un'impresa di profumi come facciata per la produzione di mescalina e di DMT.
Nel 1964 incontrò Richard Alpert (noto successivamente come Ram Dass) e lo invitò a visitare il suo laboratorio, in cambio Alpert lo invitò a visitare la comune di Millbrook, dove Sand assunse per la prima volta l'LSD.
Nel 1966, poco dopo essersi laureato, Sand seguì Timothy Leary e Richard Alpert a Millbrook.
Nel 1967 Sand venne presentato al collega chimico Tim Scully, che si formò con Owsley Stanley fino ai problemi legali di quest'ultimo nel dicembre 1967.
Nel dicembre 1969 Sand acquistò una fattoria isolata a Windsor in California, a quel tempo una piccola città nella contea rurale di Sonoma. A Windosr, Sand e Scully aprirono un grande laboratorio per la produzione di LSD. Vennero prodotte 3,6 milioni di dosi di LSD distribuite con il nome di "Orange Sunshine".

## Vicende giudiziarie

### Arresto del 1967
Nel febbraio 1967 Nick Sand e David L. Mantell smantellarono il laboratorio e lo caricarono su di un autocarro per trasferirlo in California. Vennero arrestati il 1º aprile 1967 quando non si fermarono a un posto di controllo per autocarri a Dinosaur, nel Colorado. L'autocarro venne perquisito e gli agenti federali trovarono 313.000 dosi di LSD e le attrezzature complete per un laboratorio per la produzione di stupefacenti. Dopo alcuni mesi le accuse nei loro confronti caddero perché la perquisizione dell'autocarro era illegale e quindi le prove raccolte erano "frutto dell'albero avvelenato".

### Incriminazione e processo del 1972
Una forza speciale congiunta composta da forze di polizia locali, statali e federali chiamata "Operation BEL" venne costituita all'inizio del 1972. L'8 agosto 1972 il grand jury della contea di Orange, in California, restituì l'incriminazione contro 29 membri della The Brotherhood of Eternal Love, tra i quali Nicholas Sand. L'incriminazione era principalmente focalizzata sul braccio della fratellanza che si occupava dello spaccio di hashish. 
L'investigazione proseguì e il 6 dicembre 1972 lo stesso grand jury restituì un'altra incriminazione, questa volta incentrata contro il sistema "Orange Sunshine" di spaccio dell'LSD. Anche in questo caso, Nicholas Sand era coinvolto.
Il 19 gennaio 1972 Leland H. Jordan (successivamente identificato come Nicholas Sand) e Judy Neal Shaughenessy vennero arrestati con accuse di spaccio dalla polizia di Kirkwood, nel Missouri, poco dopo essere giunti da San Francisco. Nella loro abitazione al 425 della North Highway 21 a Fenton, un'elaborata dimora sulla sommità di una collina circondata da 18 acri di terreno, vennero trovati centinaia di litri di prodotti chimici e complesse attrezzature di laboratorio.
Il 25 aprile 1973 Nicholas Sand, Tim Scully, Michael Randall e quattro altre figure maggiori nell'operazione contro l'LSD vennero incriminate da un grand jury federale a San Francisco, in California.
Il 30 gennaio 1974 Nicholas Sand e Tim Scully vennero ritenuti colpevoli, parzialmente a causa della testimonianza di Billy Hitchcock e altri collaboratori. L'8 marzo 1974 Sand venne condannato a 15 anni di carcere da scontare in un penitenziario federale. Nel processo, la difesa sosteneva che gli imputati avessero prodotto ALD-52 anziché LSD-25.
Nell'agosto dello stesso anno venne rilasciato su cauzione in attesa del processo d'appello che era basato su questioni giuridiche: ritardo nella fase preliminare (il processo è iniziato quindici mesi dopo la commissione dei reati), rifiuto di escludere dalle prove i documenti bancari ottenuti dall'IRS, mancanza di un'audizione dei testimoni per verificare se la loro testimonianza fosse stata influenzata dalle domande degli investigatori (taint hearing) e utilizzo di documentazione bancaria svizzera. L'appello venne rigettato dalla Corte d'appello del nono circuito il 13 settembre 1976 e una nuova audizione venne negata l'8 ottobre 1976.
William Leonard Pickard, chimico specializzato nell'LSD, ha contribuito al fondo per la difesa legale di Sand.
Nel 1976 Nicholas Sand, per sfuggire all'incarcerazione, fuggì in Canada. Lo storico dell'LSD Mark McCloud riporta che Sand dal Canada si recò nell'India occidentale nell'Āśrama del cosiddetto "guru del sesso" Rajneesh. Sand infine ritornò in Nord America, producendo di nuovo grandi quantità di LSD. Sand venne arrestato per produzione di droga nel 1990 nella Columbia Britannica ma, poiché viveva utilizzando un nome falso, la polizia non riuscì a determinare la sua identità e Sand fuggì mentre era libero su cauzione.

### Arresto del 1996
Nell'ambito di un'indagine per stupefacenti, Sand venne arrestato nuovamente nel 1996, assieme ad altre sette persone, mentre si trovava in Canada. Rifiutandosi di cooperare con la polizia e fornendo un falso nome, gli investigatori forensi impiegarono due mesi per determinare la reale identità di Sand, avendo dovuto rivolgersi all'FBI per verificare le sue impronte digitali. Nel suo laboratorio, la polizia trovò 43 grammi di LSD cristallina, sufficienti per circa 430.000 dosi, e alcuni chilogrammi di tartrato di ergotramina, precursore nella sintesi dell'LSD. La retata permise anche di scoprire diversi chilogrammi di DMT, MDMA, MDA e 2C-B, oltre a 500.000 dollari in contanti e oro.
Rimase in carcere dal 1996 alla fine del 2000, prima in Canada e poi negli Stati Uniti, scontando parte della condanna emessa ventidue anni prima nei suoi confronti, oltre a una pena aggiuntiva di cinque anni per essere fuggito quando libero sotto cauzione nel 1976. Nel 2000 venne rilasciato in libertà vigilata e nel 2005 terminò di scontare la condanna.